# Neopaganismo
El neopaganismo es el conjunto de movimientos espirituales modernos inspirados en diversas formas de religiosidad politeísta anteriores al cristianismo, a menudo emparejado con una interpretación religiosa de la ecología moderna. Este movimiento puede dividirse en cuatro grandes ámbitos: la brujería tradicional, la wicca y tradiciones derivadas, los sincretismos y, finalmente, diversos tipos de reconstruccionismo neopagano.
Se estima que actualmente en el mundo hay aproximadamente un millón de neopaganos.[cita requerida]

## Wicca
La Wicca fue fundada por el autor y ocultista inglés Gerald Gardner durante la década de 1950. En sus libros, Gardner aseguraba haber sido iniciado en un conventículo secreto por brujas británicas, que supuestamente mantenían el culto heredado de una "antigua religión" (véase hipótesis del culto de las brujas) tras siglos de persecución por parte de algunas iglesias cristianas, especialmente la Iglesia católica y las protestantes.
La teología de la Wicca gardneriana puede definirse como un biteísmo, que integra dos divinidades principales arquetípicas de la brujería europea. La Diosa o la Señora (expresión divinizada del principio femenino, y diosa de las brujas) y el Dios o el Señor (dios astado, inspirado en los antiguos dioses de la caza, particularmente el Cernunnos céltico y demonizado por la Iglesia católica). No obstante, hay tradiciones monoteístas de diosa femenina, como la Wicca Diánica.
Su símbolo principal es la estrella de cinco puntas dentro de un círculo llamado pentáculo.

## Brujería tradicional
Algunas tradiciones de brujería a menudo se autodenominan brujería tradicional para indicar que difieren de la Wicca y no comparten orígenes históricos con la misma.
La brujería tradicional, cuando no se refiere a las tradiciones específicas (Clan de Tubal Caín, Cultus Sabbati, Anderson Feri) es un término que incluye diversas tradiciones de la brujería - algunas basadas en la "cultura", tales como spaecrafte, seidr, brujería latinoamericana (como por ejemplo la Recta Provincia, streghoneria; y otras basadas en la práctica, tales como hedgewitchery, greenwitchery, kitchenwitchery. Por último, otras son tradiciones únicas y personales para el individuo.
Hay diversas similitudes entre tradiciones de brujería tradicional; entre ellas podemos citar: tratar con espíritus y elementos de la naturaleza, rendir culto a los antepasados, creencia en el animismo, y un uso de la magia popular (la magia baja) en vez de la alta magia. Los brujos tradicionales basan sus prácticas en cantos, conjuros, baladas, supersticiones, colecciones de tradición oral y prácticas de brujería y rituales documentados.
Estas tradiciones prescinden de algunos elementos característicos de Wicca, como la Rede y la ley de la triplicidad. En el ámbito de la Ética, reconocen que puede ser ambigua dependiendo de cada situación, y hacen hincapié en que el individuo debe asumir la responsabilidad de sus acciones.
Hans Kelsen pontificó que las religiones proceden del chamanismo; sin embargo, hoy se piensa que religiones y chamanismo coexistieron desde los primeros tiempos como sistemas independientes y mutuamente excluyentes. El chamanismo siberiano ya utilizaba la svástika hace 10.000 años, se la encuentra también en pueblos nativos americanos y en el jainismo de la India. El antropólogo Carlos Castaneda renovó el interés por el chamanismo mexicano.

## Reconstruccionismos
Se denominan «reconstruccionismos» aquellas formas de neopaganismo que aspiran a una recuperación de religiones antiguas de la humanidad, particularmente las de Europa, Oriente Medio y Egipto. Destacan principalmente Asatrú (reconstruccionismo nórdico o germánico), el neopaganismo eslavo (o Rodnoveria), el politeísmo helénico, la religión romana, el druidismo (celta), la mitología guanche en las Islas Canarias (España), las religiones precristianas de los países bálticos como la Romuva (Lituania) o Dievturība (Letonia), el tengrismo (monoteísmo húngaro-altaico) y distintas formas de neochamanismo, así como, en menor medida, los cultos a Mitra y a deidades egipcias de la época faraónica.
Los seguidores de cada uno de los distintos reconstruccionismos suelen reunirse (por lo general de manera separada) en grandes festivales anuales donde se visten de acuerdo a la época histórica que intentan revivir y realizan distintos rituales inspirados en aquellas tradiciones, aunque suelen evitar los aspectos más crueles y sangrientos de las mismas, como los sacrificios. Desde 1998 existe un Congreso Mundial de Religiones Étnicas, cuya sede central se encuentra en Lituania.

## Cosmología
La cosmología es uno de los puntos de encuentro entre varias religiones neopaganas.
Hablando de la creación en el ámbito pagano, emerge la diferencia en relación con los cultos judíos y cristianos. La creación no tiene un inicio preciso, como para poder parar una vuelta completamente, sino que en realidad no está conclusa, porque la creación es un acto, un hecho constante y perenne en el universo.
La creación pagana, por tanto, corresponde a un proceso de desarrollo natural, cambio, mutación y evolución de la existencia. Este proceso es causado por un dios, pero no originado, porque es un mecanismo derivado de la emancipación misma de la divinidad en el mundo, y de su manifestación.
El motor que causa el nacimiento, el crecimiento y la muerte de las cosas, o bien los eternos ciclos de la vida, es el espíritu divino mismo, permanente en el cosmos. Son las divinidades que están en el universo, las que lo plasman, modelan y modifican, otorgando la vida. Los dioses son conceptos, junto a las fuerzas creadas, que hacen que la materia se agregue y forme todas las cosas que existen en la naturaleza. Ellos son perceptibles en el mundo que el hombre habita.
La fuerza creativa se identifica, en esta óptica, con la naturaleza misma, el vehículo a través del cual se cumple el misterio divino de la vida, caracterizada por el eterno movimiento cíclico, en el cual las fuerzas místicas se reforman, renuevan y reencarnan continuamente.
La visión de la wicca es muy similar a lo descrito, aunque hunde sus propias raíces en el dualismo: el principio que emana del cosmos y anima la creación no es único, sino dual. El Dios y la Diosa, que representan el principio masculino y el femenino, personifican las dos fuerzas cósmicas cuya alternancia —en eterno intercambio— da origen a la existencia y es base de todas las cosas. Según esta idea de unión mística, las relaciones sexuales entre hombre y mujer son sagradas porque respetan el proceso infinito de manifestación de la divinidad en el mundo.
Sin embargo, la cosmología del neopaganismo intenta dar una explicación a lo que existe antes del origen de todo: antes de la creación estaba el caos, llamado de diferentes formas según las religiones, y en el caos estaba presente una identidad primordial inactiva y eterna: la divinidad.
La creación tuvo inicio cuando la divinidad pasó de un estado de inactividad a otro, que se manifestó como una luz en la oscuridad infinita, una energía cósmica.
Esta energía no creó, en el sentido literal del término, pero comenzó a poner en orden al interior del caos, comenzó a determinar su espíritu, dar forma a la materia inanimada, dándole armonía, ordenándola.

## Liturgia
Los sistemas rituales neopaganos se diferencian de una tradición a otra. Existe todavía un hilo conductor que pasa a través del contacto con la naturaleza. La mayor parte de los ritos envuelven la presencia de elementos y símbolos naturales. Otros se relacionan con el pentáculo. En los rituales se utilizan piedras, cristales, agua, sales, flores y símbolos. Los elementos naturales son considerados catalizadores del contacto entre el mundo divino y el mundo humano. Los neopaganos creen que el mejor modo de estar en contacto con los dioses es vivir y meditar en el universo que ellos llenan.
Los lugares naturales son, en la situación actual que ve una escasa presencia de templos estables, las mejores zonas en las cuales se puedan celebrar los ritos, prácticas y misterios divinos.
En la wicca, en particular, existe una liturgia bastante codificada que prevé la utilización de una serie de objetos litúrgicos precisos en un ritual aunque es practicado por todas las diversas "tradiciones wiccanas" y en los "covens". El ritual prevé la presencia de elementos como, por ejemplo, el boline, el athame, el cáliz y el caldero.
Cada tradición prevé la celebración de la unión matrimonial religiosa enfrente de un sacerdote. Los rituales, además, esta vez se diversifican en la corriente neopagana: en la wicca hay un ritual llamado «atadura de manos», que prevé, como se deduce a través del nombre, que las manos de los esposos están unidas en un lazo para formar un nudo. Esta práctica matrimonial es en realidad muy antigua, y representa a otros grupos tanto neopaganos como wiccanos.
Generalmente no hay prejuicios sexuales, hay matrimonios heterosexuales y homosexuales. En algunas tradiciones o grupos el legado espiritual se renueva cada año y se puede elegir si seguir con la misma pareja (renovar el matrimonio) o divorciarse.
Otros rituales comunes, que tienden a abrazarse con el paso del tiempo, deviniendo en una liturgia codificada como la misa cristiana, existen una serie de rituales no codificados o simples expresiones de fe que cada pagano desarrolla tras los muros domésticos. La devoción personal prevé la utilización de un altar sobre el cual se ponen iconos de la divinidad y se la ofrece incienso, agua, fruta. Cerca del altar, que puede ser de cualquier forma y dimensión, el celebrante reza, medita y recita oraciones como símbolo de devoción a los dioses.

## Ética y moral
Todas las religiones neopaganas tienen en común un sentido ético similar, el cual pone el acento sobre el respeto a la naturaleza.
La naturaleza en lo referente a lo sagrado, es respetada hoy en su forma y expresión. Respeto por la naturaleza es un respeto ecológico ya que en muchas tradiciones la Diosa Madre es identificada con la propia naturaleza.
El neopaganismo en cada una de sus formas reconoce el rol central de la naturaleza en el proceso que ha portado el ser humano a envolverse, a conocer el mundo, a desarrollar sus peculiaridades, a descubrir cuál es la belleza de la existencia.
Además del respeto al ecologismo, respeto a la naturaleza significa respeto de los seres naturales de cada humano y de cada criatura: cada uno es respetado y valorizado por eso que es, por su yo; cada uno es divino en su particularidad. Esto está bajo la línea de la naturaleza múltiple y multicolor de la vida.
El neopaganismo ofrece, por tanto, una significativa ética social, que permite al ser humano vivir respetando totalmente al prójimo, este respeto se traduce en respeto a cualquier diferencia. La enseñanza pagana se fundamenta, por tanto, en preceptos que pueden ser fácilmente traducidos como reglas de vida cotidiana en particular en el campo ecológico y en el campo social; simples reglas éticas de aproximación a la cotidianidad que permite la realización de una armonía que subraya el legado del ser humano con el mundo, con el prójimo y con la tierra.

## Características doctrinales
Como por la ética, aunque la doctrina de varias formas de neopaganismo son muy similares. Esencialmente todas las religiones neopaganas se fundamentan en una serie de principios.
El más relevante es la ciclicidad: a diferencia de las religiones abrahámicas y de las religiones iraníes, en las que el tiempo es concebido como una línea recta en la que se hace la voluntad de Dios que conducirá a la persona hacia el juicio final, en el neopaganismo (como en el hinduismo) el tiempo es concebido como un proceso circular.
Esta concepción cíclica es perceptible por las más breves expresiones de tiempo de las grandes eras. La misma vida de hoy, por los creyentes neopaganos, es circular: atraviesa tres fases, el nacimiento, el crecimiento y la vejez. La muerte es vista como un paso de un círculo a otro, cosa con la que termina la edad senil y pone fin a la vida biológica, dando lugar a un nuevo periodo de vida, análogo al precedente.
La vida después de la muerte es un concepto de renacimiento, en realidad, un paso de una vida a la otra. En el neopaganismo es vista como un futuro natural, necesario al verificarse de la regeneración de la vida, al nuevo de la existencia.
Es a partir de esta concepción cíclica que, a fin de cuentas, es común en todas las religiones indoeuropeas, que las corrientes neopaganas han asimilado el concepto de reencarnación, mientras que no estuviera presente ya en la forma antica de la religión. La reencarnación es común en prácticamente todas las religiones neopaganas (aunque porque es un trato distintivo del sistema interno de tradiciones indoeuropeas; sin embargo, en religiones como el druidismo el concepto era ya individual en la forma arcaica, en las otras religiones neopaganas no estaba presente, o por lo menos era una creencia difundida únicamente entre los órdenes sacerdotales, iniciados en los más altos misterios. Efectivamente, el mito kemético de la muerte y la resurrección del dios Osiris opera en un contexto que podría ser considerado afín a ese de la reencarnación propiamente dicha.
La tolerancia es el tercer elemento clave de las enseñanzas neopaganas: es expresada firmemente la multiplicidad de vidas que podrían conducir a la comprensión de lo divino y, por tanto, cada religión es considerada válida y justificada.
Cada cual puede seguir la carrera espiritual que siente más cercana a sus exigencias, sea de raíces indoeuropeas o abrahámicas. La intolerancia es vista como una degeneración de la moral, una incapacidad de percibir la existencia como eso que es, caracterizada por unos múltiples puntos de vista, todos válidos y respetables, dado que ninguno conoce la verdad absoluta.
En esta óptica, el neopaganismo se opone a la intolerancia de las religiones abrahámicas las cuales se consideran detentorias de la verdad única o, al menos, en su parte extremista. En el universo neopagano hay muchas concepciones y cada una tiene una variedad de la propia verdad: cada uno puede creer en la propia verdad. Lo importante es no hacer mal a nadie y no imponer las propias ideas a los otros. En la doctrina pagana no existe la contraposición bien-mal, puesto que son conceptos de la mente humana.
El bien y el mal, en realidad, no existen, porque es la misma persona quien tiende a etiquetar las cosas creadas como positivas o negativas. De esto no nace un códice de comportamiento a priori, basado sobre una moral que establece lo que es bueno y lo que es malo, antes bien, una ética colectiva y cooperativa, garantía de la buena sociedad, basada fundamentalmente sobre los principios morales de la aceptación de las diferencias y respeto a la naturaleza.
Aunque la ética neopaganista es natural no condena lo que bajo ese criterio condena las religiones abrahámicas. El sexo libre, la homosexualidad y el progreso científico  (aunque las religiones abrahámicas no se oponen a este último) no son vistos como una impiedad o violaciones de la naturaleza, la ciencia es vista como un medio a través del cual se pueden conocer las leyes que gobiernan el cosmos.

## Magia y esoterismo
El neopaganismo aparece como una religión llena de significados ocultos y misteriosos. El simbolismo es un componente esencial. Detrás de una fachada que pueda parecer simple y fácilmente interpelable, se oculta, para sus seguidores, un significado místico y profundo.
Es esta tendencia de tipo esotérico, que distingue las religiones neopaganas del cristianismo y del mundo abrahámico en general. Estas últimas religiones, de hecho, son esotéricas, tendiendo a no enfatizar los significados profundo y filosóficos de la teología.
El neopaganismo es mayoritariamente esotérico porque propone a sus fieles un encuentro directo con la dimensión oculta de la naturaleza, enfatizando el significado estático y subrayando la emanación del poder divino que destaca la transcendencia. De esta idea de interacción directa entre la persona y lo divino, el neopaganismo basa todos sus rituales en la divinidad de la naturaleza, ricos en devociones votivas y elementos prácticos, sin olvidar los elementos meditativos.
Algunas corrientes neopaganas, pero en particular la wicca, adoptan la magia como elemento de la doctrina. Las prácticas mágicas no son todavía mayoritarias, pero se utilizan como elemento ritual que canaliza la energía cósmica para favorecer el contacto con las fuerzas divinas. La práctica mágica puede utilizarse para guarecerse, como en el chamanismo y animismo. En la wicca la magia está sujeta a la "ley de tres" ("equivalente" al karma); por la cual los practicantes deben abstenerse de hacer mal con la magia porque recibirán el mal multiplicado por tres. En la brujería tradicional ese sentido ético no está presente.
En otras religiones en las cuales está incluido el concepto de magia, como el druidismo, es considerada únicamente como algo de los órdenes sacerdotales de los druidas; paralelamente, la mayor parte de las religiones neopaganas, en particular el kemetismo, dodecateísmo romanismo y Ásatrú no consideran la magia como parte central de su propia doctrina y, por lo tanto, sus fieles la practican de forma personal al margen de los rituales colectivos.

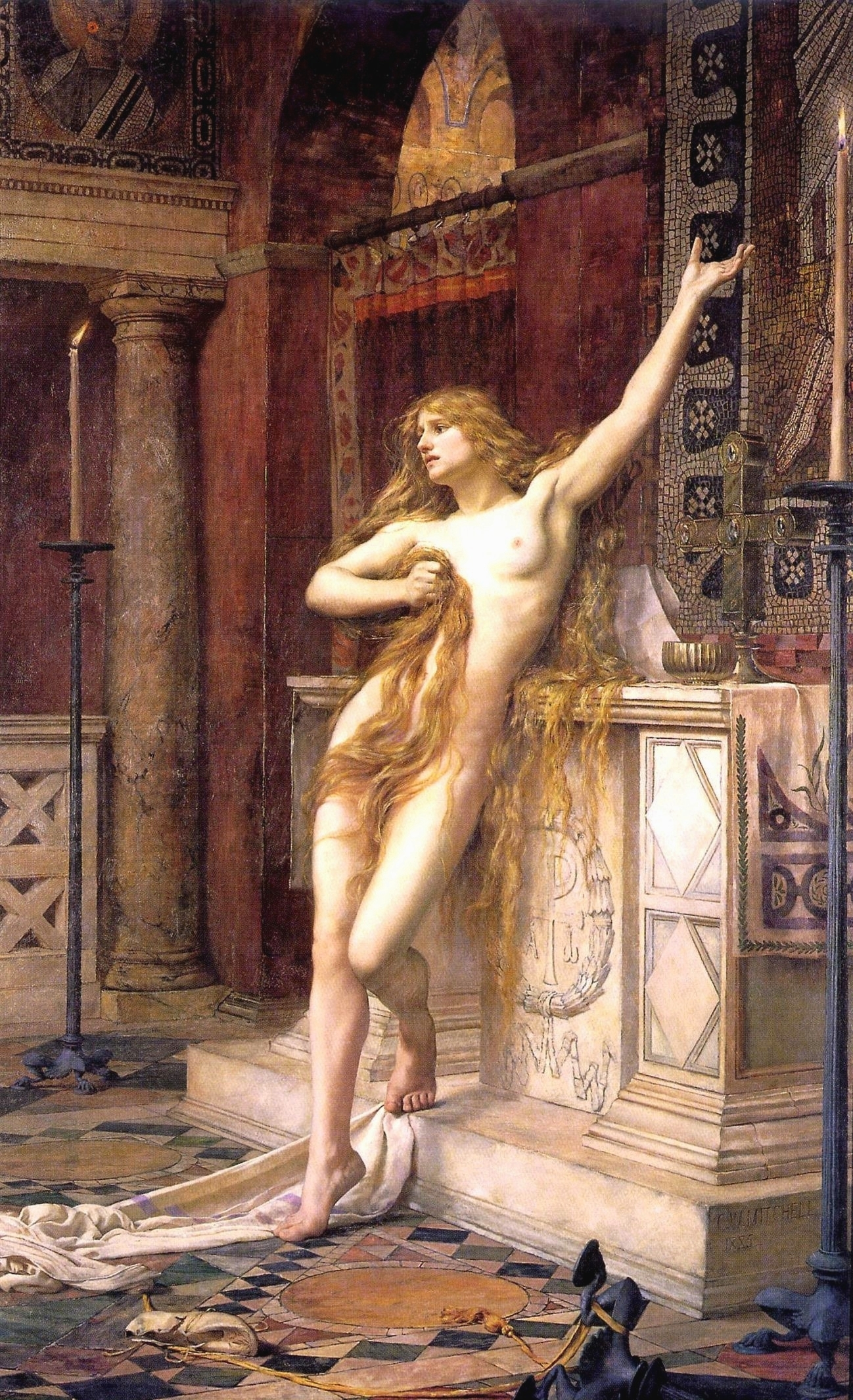
Hipatia (360-415), filósofa y erudita neoplatónica, muerta a manos de un grupo de cristianos fanáticos, por lo que es considerada mártir del paganismo.

## Fiestas
Los días considerados sagrados por las religiones paganas son muchos, todavía hay fiestas que todos los paganos celebran en el mundo, indiferentemente de la tradición a la que pertenecen: son el sabbat y el esbat.
Estos últimos, sobre todo, que verdaderamente son propios de las fiestas de los rituales, teniendo una vuelta al mes por los wiccanos. Celebrados al final de cada mes lunar, hay trece tipos distintos. Como están basados en el mes lunar, nunca caen en el mismo día. El sistema de los sabbat se basa en el mecanismo de rotación del Sol alrededor de la Tierra, son fiestas que celebran la sacralidad de los solsticios y de los equinoccios, considerados eventos astronómicos con una mística propia particular.
En la wicca, las fiestas sabáticas adquieren un significado teológico importante: celebran, de hecho, la unión entre el Dios y la Diosa, mito que recalca la unión divina de los dos principios y brota de las fuerzas de la naturaleza. Los sabbats son ocho:
- Samhain es el año nuevo para muchos paganos. Según algunos Halloween no es lo mismo que Samhain, Halloween era la víspera al año nuevo celta ("All Hallows Eve" víspera del día de Todos los Santos). Según otros es el origen de Halloween
- Yule (solsticio de invierno)
- Imbolc
- Ostara (equinoccio de primavera)
- Beltane, los paganos que siguen la senda nórdica celebran la Noche de Walpurgis
- Litha (solsticio de verano)
- Lughnasadh o Lammas
- Mabon (equinoccio de otoño).

El siloísmo también celebra los solsticios y los equinoccios.

## Simbología
Las religiones neopaganas siempre han sido ricas en símbolos de mucha variedad y de orígenes pasados. Hoy es predominante un símbolo, el cual proviene de la religión grecorromana, el pentáculo, que puede ser utilizado por todas las variedades del neopaganismo porque tiene mucha simbología.
El pentáculo formado por un pentagrama metido en un círculo es considerado un símbolo de fuerte significado místico; esto representa, de hecho, una suerte de reproducciones esquematizadas de los procesos vitales que rigen el universo y, por tanto, el cosmos. Los cinco vértices de los ángulos constituidos de la estrella simbolizan los cinco elementos base con los que se organiza la vida: aire, agua, tierra, fuego y espíritu. Para Jean Marquès-Rivière, 'Amuletos, talismanes y pantáculos', el pentalfa o pantáculo sería un símbolo que remite a 'ése que los griegos llaman Apolo, y los judíos, Abaddón el exterminador' (Apoc 9:11) 
Proponen el Pentáculo como la energía emanada de la divinidad, sobre la cual está fundado todo el orden del cosmos: ella, mediante las fuerzas ocultas creadas, se condensa formando los átomos de la materia y, por consiguiente, la materia misma, la cual sería otra cosa que la manifestación física del Dios. Los otros elementos representan, generalizando, las fuerzas divinas que hacen perennemente el universo, forjándolo y dando origen a la vida. Son las divinidades, emancipaciones del Uno, permanentes en el cosmos en cada uno de sus aspectos.
El pentáculo es muy utilizado en la liturgia de muchas de las corrientes paganas. Generalmente es puesto en los altares, siendo considerado un símbolo en grado de evocar las fuerzas misteriosas del cosmos, pero aunque generalmente es utilizado como amuleto para colgar del cuello, en particular por el clero (como la cruz de los cristianos, que se ponen los sacerdotes, monjes y fieles).
Cada tradición neopagana tiende a tener sus propios símbolos, que, en el caso de las religiones reconstruccionistas, son herederas del patrimonio cultural de las antiguas religiones paganas de donde están radicadas.
La wicca tiende a tener como símbolo propio el pentáculo, significando el equilibrio entre los cuatro elementos del mundo (aire, tierra, agua y fuego) con el espíritu. Las 3 puntas superiores representan los tres aspectos de la Diosa: doncella, madre y anciana, mientras que las dos puntas inferiores representan al Dios en su aspecto de Dios de luz y Dios de la oscuridad
El kemetismo tiende a tener como símbolo propio el Anj, que representa el misterio de la vida y la manifestación de lo divino. También tienen el Ojo de Horus (o udjat) y el disco solar del dios Atón, en el cual la divinidad tiende a manifestarse en el cosmos.
En ásatrú tiende a tener como símbolo propio el Mjolnir, que representa protección, la consagración, la justicia.
también se usa el valknut simboliza el viaje de Odín por los Nueve Mundos de Yggdrasil, que culmina con su momentánea muerte y regeneración, en el que obtiene el saber rúnico, no se recomienda el uso del valknut
En el druidismo es de particular importancia la Triskel y el awen. Entre ambos representan la triple naturaleza de la divinidad: la triquetra, como todos los símbolos paganos, es el más difundido pero no se conoce su origen.
El Triskel representa los 3 caminos evolutivos del ser humano: Cuerpo, mente y alma.
El Awen es el espíritu inspirado: la repentina llama de lucidez que inflama los pensamientos de los hombres y les da sabiduría, facilidad de palabra y energía en medio de la batalla.